# Tập đoàn quân số 58 (Liên bang Nga)
Tập đoàn quân binh chủng hợp thành Cận vệ số 58 (Nga: 58-я гвардейская общевойсковая ордена Суворова армия) là một đơn vị quân sự chiến lược cấp tập đoàn quân của Lục quân Nga, thuộc biên chế của Quân khu Nam, có trụ sở tại Vladikavkaz, Bắc Ossetia-Alania. Đơn vị được thành lập vào năm 1941 như một phần của Hồng quân Liên Xô và được tái thành lập năm 1995 trong Lục quân Nga.

## Thời Liên Xô

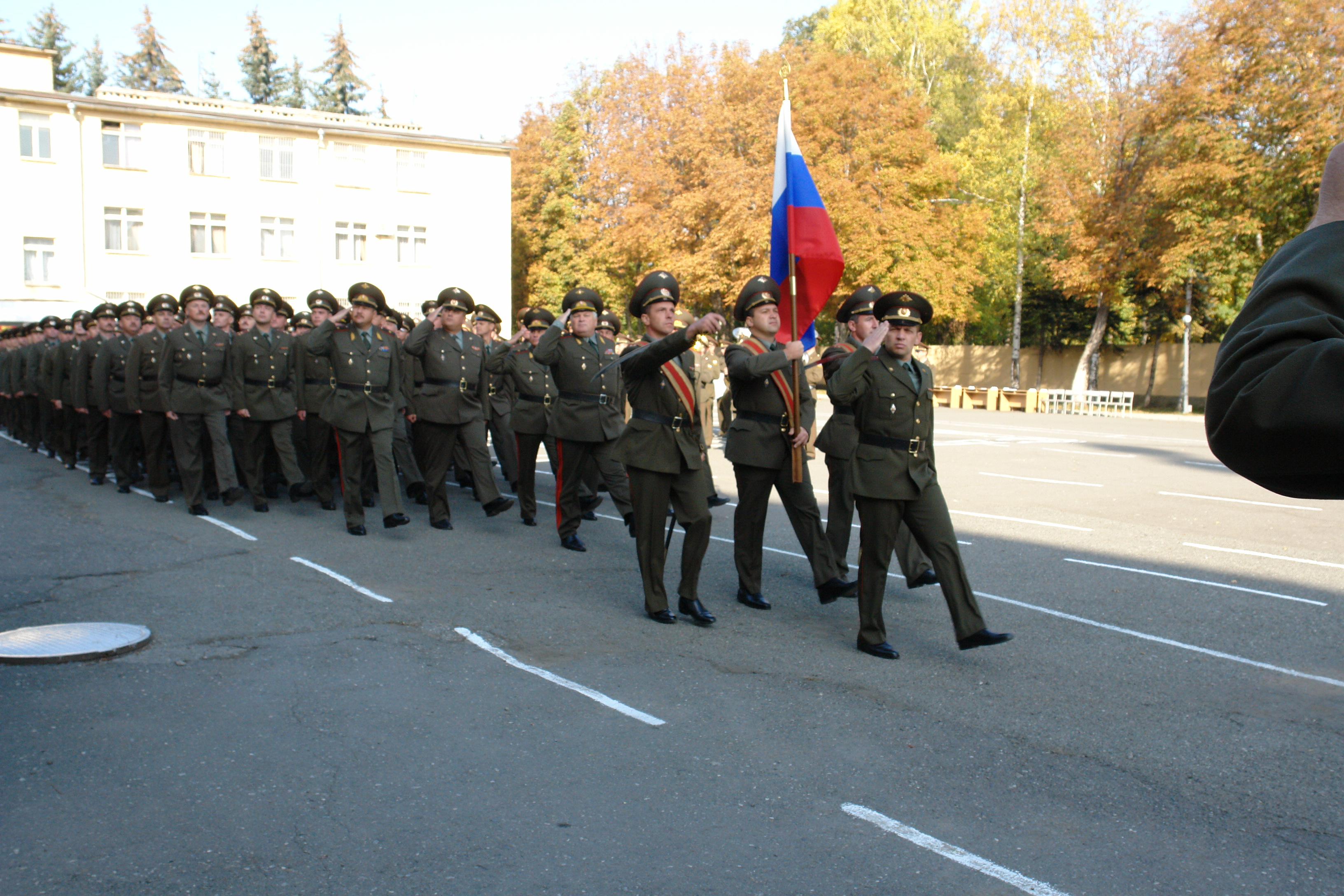
Binh lính thuộc Tập đoàn quân hơp thành 58

Tập đoàn quân 58 được thành lập lần đầu tiên tại Quân khu Siberia vào tháng 11 năm 1941 và được chuyển đến Quân khu Arkhangelsk, biên chế bao gồm:
- Sư đoàn súng trường 362
- Sư đoàn súng trường 364
- Sư đoàn súng trường 368
- Sư đoàn súng trường 370
- Sư đoàn súng trường 380
- Sư đoàn súng trường 384
- Sư đoàn kỵ binh 77

Sau đó Tập đoàn quân đổi tên thành Tập đoàn quân xe tăng Cận vệ 3 vào tháng 5 năm 1942. Đơn vị được tái lập trong Phương diện quân Kalinin vào tháng 6 năm 1942, biên chế vào tháng 7 bao gồm:
- Sư đoàn súng trường cận vệ 16
- Sư đoàn súng trường cận vệ 27
- Sư đoàn súng trường 215
- Sư đoàn súng trường 375
- Lữ đoàn xe tăng 35
- Lữ đoàn xe tăng 81 và các đơn vị hỗ trợ khác.[1]

Tập đoàn quân được cải tổ trong Phương diện quân Zakavkaz từ Tập đoàn quân 24 vào ngày 28 tháng 8 năm 1942, Tư lệnh là Tướng Vasily Khomenko của NKVD. Nhiệm vụ của Tập đoàn quân là duy trì an ninh ở Kavkaz, đặc biệt là ở các vùng Groznyi và Makhachkala trước mối nguy hiểm của cuộc nổi dậy người Chechnya nổ ra ra từ năm 1941. Tập đoàn quân 58 sau đó gia nhập biên chế Phương diện quân Bắc Kavkaz. Biên chế ngày 1 tháng 11 năm 1942:
- Sư đoàn súng trường 271
- Sư đoàn súng trường 416
- Sư đoàn Makhachkala của NKVD .[3] Trước Chiến dịch Kerch-Eltigen (tháng 11 năm 1943), Bộ chỉ huy Tập đoàn quân được tổ chức lại thành Bộ chỉ huy Quân khu Volga vào tháng 10 năm 1943.[4]

### Tư lệnh
- Vasily Kuznetsov (tháng 11 năm 1941)
- Nikolay Moskvin (tháng 11 năm 1941 - tháng 11 năm 1942)
- Aleksey Zygin (tháng 6 - tháng 8 năm 1942)
- Vasily Khomenko (tháng 9 - tháng 11 năm 1942)
- Kondrat Melnik (tháng 11 năm 1942 - tháng 10 năm 1943)

### Tham mưu trưởng
- Yakov Dashevsky (tháng 3 năm 1943)

## Trong Lực lượng vũ trang Liên bang Nga

### Chiến tranh Chechnya lần thứ hai (1999-2000)
Bộ chỉ huy được cải tổ vào năm 1995 tại Quân khu Bắc Caucasus từ Tập đoàn quân 42 tại Vladikavkaz.
Trong Chiến tranh Chechnya lần thứ hai, đơn vị do Trung tướng Vladimir Shamanov chỉ huy.

Bản đồ quá trình chiến đấu của Tập đoàn quân 58 trong cuộc chiến ở Nam Ossetia.

### Chiến tranh Nga-Gruzia (2008)
Vào ngày 3 tháng 8 năm 2008, 5 tiểu đoàn của Tập đoàn quân 58 đã được điều động đến khu vực gần Đường hầm Roki nối liền Nam Ossetia ly khai của Gruzia với Bắc Ossetia của Nga.
Vào ngày 8 tháng 8 năm 2008 Tập đoàn quân 58 đã vượt biên giới vào Gruzia và tham gia trận chiến đấu chống lại các lực lượng Gruzia, đáng chú ý nhất là tại thành phố Tskhinvali. Tư lệnh Tập đoàn quân Trung tướng Anatoly Khrulyov bị thương trong trận đấu.

### Chiến dịch quân sự của Nga vào Ukraine (2014-)

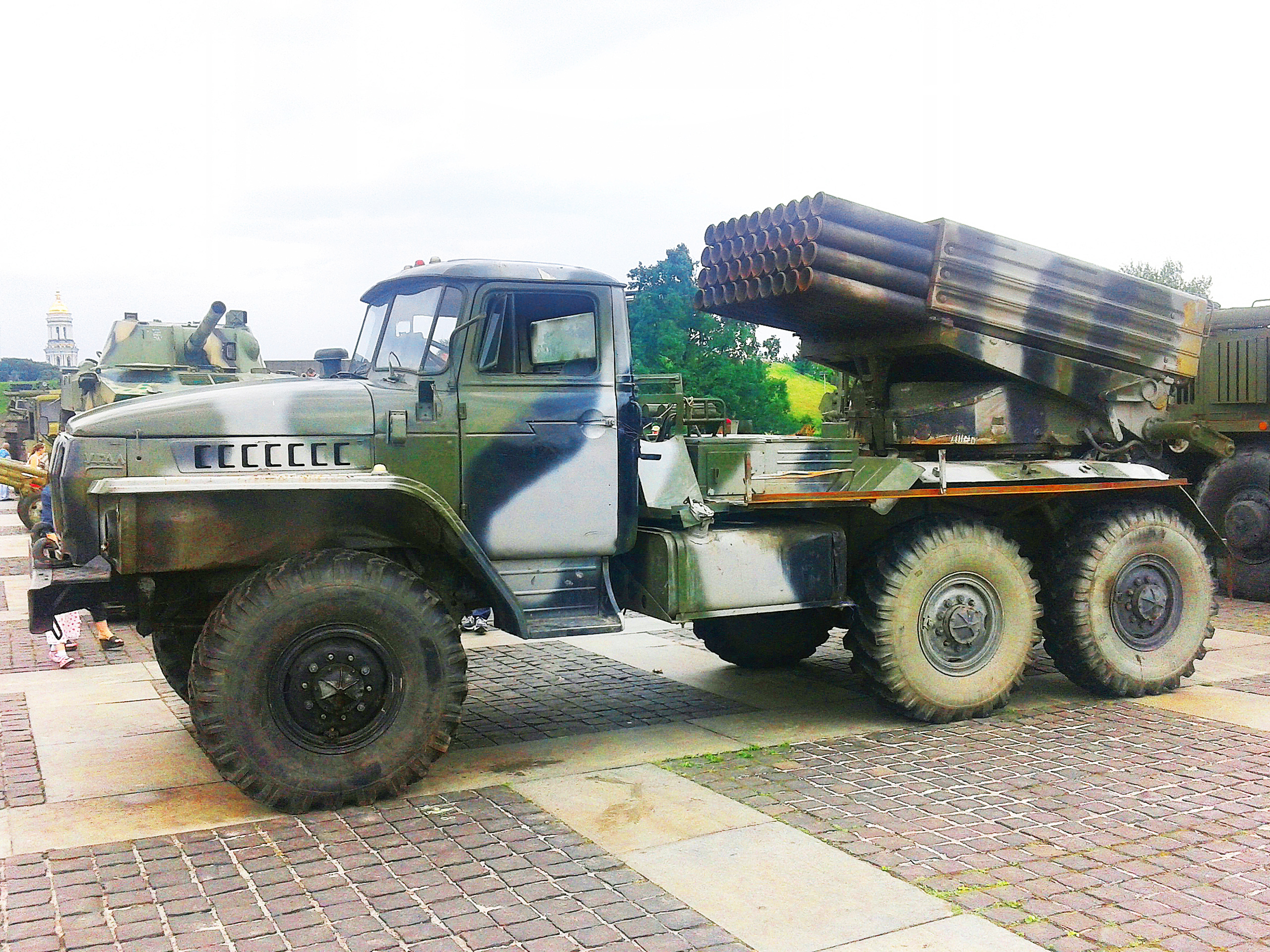
Xe phóng BM-21 "27777" được trưng bày ở Kiev 2014.

Vào tháng 6 năm 2014, quân đội Ukraine đã bắt được một xe phóng BM-21 Grad bị hư hỏng, được xác định là trang bị của Tập đoàn quân 58 Nga.
Thiếu tướng Sergey Kuzovlev được bổ nhiệm tư lệnh Tập đoàn quân vào ngày 18 tháng 8 năm 2016. Cuối năm 2016, Bộ Quốc phòng Nga thông báo rằng Sư đoàn súng trường cận vệ số 42 đã được cải tổ từ các Lữ đoàn súng trường cơ giới cận vệ 8, Lữ đoàn súng trường cơ giới 17, Lữ đoàn súng trường cơ giới cận vệ 18. Vào tháng 1 năm 2017, Thiếu tướng Yevgeny Nikiforov được bổ nhiệm Tư lệnh Tập đoàn quân thay thế cho Kuzovlev.
Trong Chiến dịch Quân sự Đặc biệt, các đơn vị thành phần của Tập đoàn quân số 58 tham chiến cả ở mặt trận phía đông và phía nam Ukraina.

### Biên chế năm 2003
Tập đoàn quân 58 bao gồm:

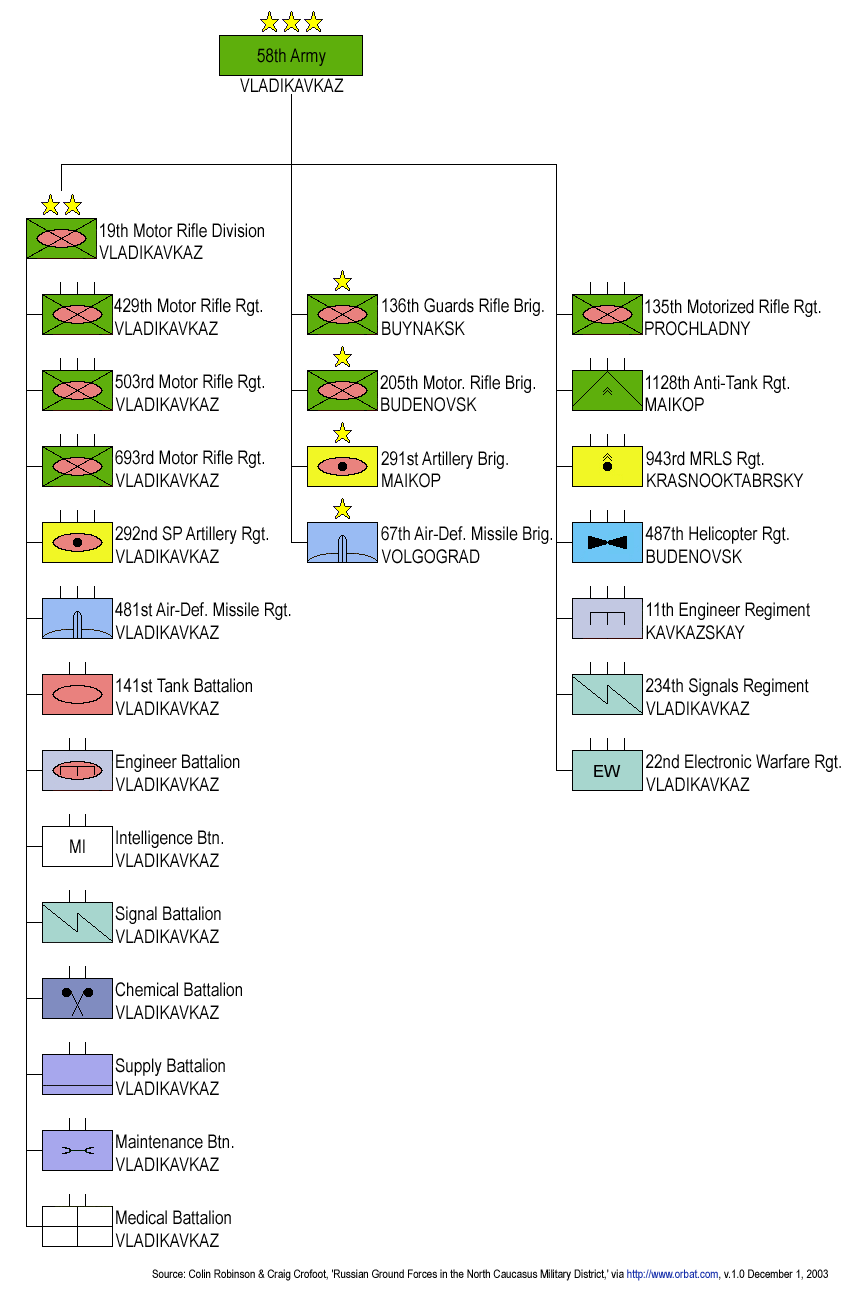
Tổ chức Tập đoàn quân 58 (2003).

- Sư đoàn súng trường cơ giới 42 - Khankala và Kalinovskaya của Chechnya
- Sư đoàn súng trường cơ giới 19 - Vladikavkaz
- Lữ đoàn súng trường cơ giới độc lập 205 - Budenovsk
- Lữ đoàn súng trường cơ giới độc lập 136 - Buynaksk, Dagestan
- Trung đoàn súng trường cơ giới độc lập135 - Prochladny, Kabardino-Balkaria
- Lữ đoàn pháo binh biệt động 291 - Maikop (trang bị Lựu pháo 152 mm 2A65 Msta-B)
- Trung đoàn pháo phản lực 943 - Krasnooktabrsky (trang bị Uragan 220mm)
- Trung đoàn chống tăng 1128 - Maikop
- Lữ đoàn tên lửa phòng không 67 (SAM) - Volgograd Area (trang bị SA-11 'Buk' )
- Trung đoàn Trực thăng Biệt động 487 - Budenovsk (trang bị Mi-8 / Mi-24 )
- Trung đoàn công binh độc lập 11 - Kavkazskay
- Trung đoàn tín hiệu độc lập 234 - Vladikavkaz
- Trung đoàn tác chiến điện tử độc lập 22- Vladikavkaz

### Biên chế năm 2016
- Lữ đoàn súng trường cơ giới sơn cước cận vệ số 8 - Borzoy [18]
- Lữ đoàn súng trường cơ giới cận vệ 17 - Shali[18]
- Lữ đoàn súng trường cơ giới cận vệ 18 - Khankala và Kalinovskaya, Chechnya[19]
- Lữ đoàn súng trường cơ giới 19 - Vladikavkaz[20]
- Lữ đoàn súng trường cơ giới cận vệ 20 - Volgograd[21]
- Lữ đoàn súng trường cơ giới cận vệ 136 - Buynaksk [22]
- Lữ đoàn pháo binh 291 - Troitskaya[23]

### Biên chế năm 2024

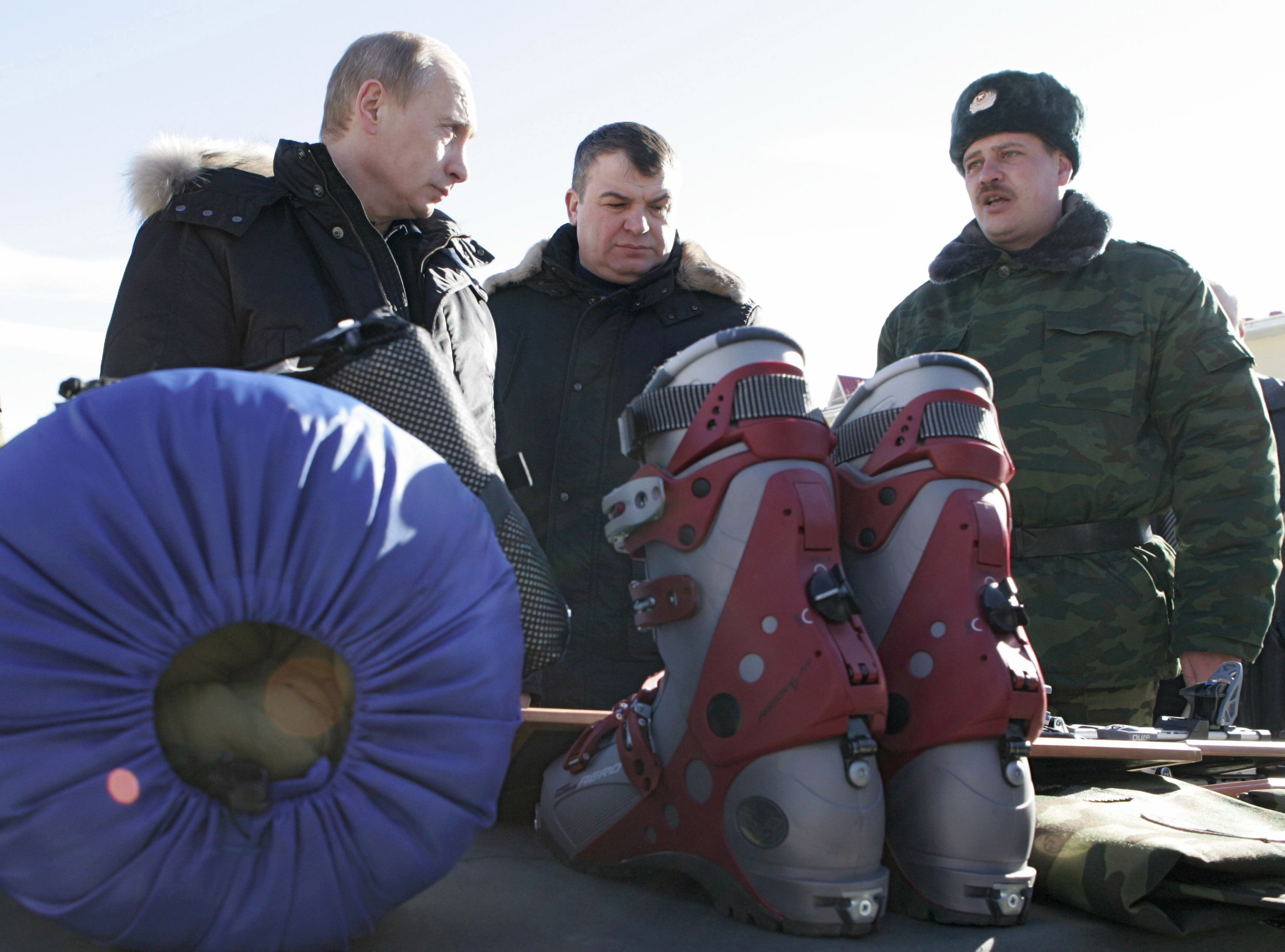
Trái qua phải: Tổng thống Nga Putin, Bộ trưởng Quốc phòng Anatolii Serdiukov, chỉ huy lữ đoàn Vladimir Sokolov. Lữ đoàn súng trường cơ giới sơn cước số 33.

- Sư đoàn bộ binh ô tô 19 (Huân chương Cờ Đỏ, Huân chương Suvorov)
- Sư đoàn bộ binh ô tô Cận vệ 42 (Huân chương Cờ Đỏ]]
- Lữ đoàn bộ binh ô tô Cận vệ độc lập 136 (Huân chương Cờ Đỏ, Huân chương Suvorov, Huân chương Kutuzov
- Căn cứ quân sự Cận vệ 4 (Java và Tskhinvali ở Nam Ossetia)
- Lữ đoàn tên lửa 12
- Lữ đoàn pháo binh 291
- Lữ đoàn tên lửa phòng không 67
- Lữ đoàn trinh sát Cận vệ độc lập 100 ()
- Sở chỉ huy Lữ đoàn 34
- Trung đoàn phòng vệ NBC 40
- Trung đoàn công binh 31
- Lữ đoàn hậu cần 78
- Tiểu đoàn tác chiến điện tử độc lập 14

### Các tư lệnh
- Anh hùng Liên bang Nga, Trung tướng Troshev Gennady Nikolaevich (tháng 5 năm 1995 - tháng 7 năm 1997)
- Trung tướng Anatoly Mikhailovich Sidyakin (7/1997 - 8/1999)
- Anh hùng Liên bang Nga, Trung tướng Shamanov Vladimir Anatolyevich (tháng 8 năm 1999 - tháng 12 năm 2000)
- Anh hùng Liên bang Nga Anh hùng Cộng hòa Nhân dân Donetsk Thiếu tướng Valery Vasilyevich Gerasimov (tháng 2 năm 2001 - tháng 3 năm 2003), sau này là Tổng tham mưu trưởng Lực lượng vũ trang Liên bang Nga.
- Trung tướng Viktor Ivanovich Sobolev (tháng 3 năm 2003 - tháng 4 năm 2006
- Trung tướng Anatoly Nikolaevich Khrulev (4 tháng 4 năm 2006 - 6 tháng 5 năm 2010)
- Thiếu tướng Andrey Valeryevich Kartapolov (7 tháng 5 năm 2010 - 30 tháng 1 năm 2012)
- Thiếu tướng (từ 2014 - Trung tướng) Gurulev Andrey Viktorovich (30 tháng 1 năm 2012 - 8 năm 2016)
- Thiếu tướng Sergey Yuryevich Kuzovlev (08/2016 - 01/2017)
- Thiếu tướng (từ 12/12/2018 - Trung tướng) Nikiforov Evgeniy Valerievich (tháng 1/2017 - tháng 2/2019)
- Thiếu tướng Sergei Borisovich Ryzhkov (tháng 2 năm 2019 - tháng 9 năm 2020)
- Trung tướng Mikhail Stepanovich Zusko (tháng 9 năm 2020 - chậm nhất là ngày 8 tháng 6 năm 2022)
- Thiếu tướng Ivan Ivanovich Popov (không muộn hơn ngày 8 tháng 6 năm 2022[23] - không muộn hơn ngày 11 tháng 7 năm 2023)
- Trung tướng Denis Igorevich Lyamin (tháng 7 - tháng 10 năm 2023)
- Thiếu tướng Sergei Viktorovich Medvedev (từ tháng 10 năm 2023 - nay)